# Kelsgau
Der Kelsgau war ein im weiteren Umfeld des heutigen Landkreises Kelheim gelegenes frühmittelalterliches Herrschaftsgebiet.

## Namensherkunft
Der „Chelesgau“, der zum „Nortgowe“, dem etwaigen Vorläufer der heutigen Oberpfalz gehörte, wurde erstmals urkundlich in einem Diplom des Königs Ludwig des Frommen vom 4. April 844 erwähnt, in welchem dieser dem Kloster Sankt Emmeram in Regensburg einige Orte in diesem Gau übergab. Die Herkunft des Namens „Kelsgau“ ist umstritten. Aventinus nimmt an, dass der Gau seinen Namen von dem Flüsschen Kels erhalten habe, welches beim Markt Pförring in die Donau mündet und in dem nördlich davon nahe gelegenen Dorf Ettling entspringt. Pater Benedikt Werner, der letzte Abt des Klosters Weltenburg vermutet, es sei wahrscheinlicher, der Name leite sich von dem Hauptort des Gaues, von Kelheim, dem alten „Celeusum“ ab. Wissenschaftlich eindeutig belegt ist mittlerweile, dass es sich bei „Celeusum“ um den Namen des am Rande der Kelsbachsenke gelegenen Römerkastell Pförring handelt. Demnach könnte sich der Name vom römischen Kastell „Celeusum“ ableiten. Die Orientierung an römischen Anlagen ist auch bei anderen Gaubezeichnungen vorzufinden, wie z. B. beim Augstgau (von Augusta Vindelicum) oder dem Künzinggau (Quinzingouue von Quintana). Im Bereich des Kelsgau sind die bedeutenden keltischen Oppida Manching und Alkimoennis bei Kelheim gelegen. Es ist daher nicht auszuschließen, dass die hier in vorrömischer Zeit konzentriert, großstädtisch lebende keltische Bevölkerung namensgebend war. Ferner ist unter Bezugnahme auf die topografischen Gegebenheiten des Gebietes, die Namensableitung aus dem althochdeutschen Begriff "chela" (Kehle, Geländeeinschnitt, Schlucht) wahrscheinlich. Der Kelsgau ist vermutlich zu den ältesten territorialen Organisationen zu rechnen.

## Geographische Ausdehnung
Ebenso wie die Herkunft des Namens unsicher ist, ist auch die geographische Ausdehnung des Gaues ungewiss. Legt man die, sich aus den verschiedenen Quellenangaben ergebende größte Ausdehnung zu Grunde, umfasste der Kelsgau den Bereich der Orte Mainburg, Geisenfeld und Kösching, einen Teil des Eichstätter Landes sowie Teile der ehemaligen Landgerichtsbezirke Riedenburg, Altmannstein, Abensberg, Kelheim und Haidau.

## Regenten
Als Regenten im Kelsgau waren die „Diepoldinger“ und der „Schyre Luitpold“ bekannt, welcher beim Zug gegen die Ungarn im Jahre 907 in der Schlacht von Pressburg fiel. Ihm folgten um 1014 Otto I. von Scheyern sowie Otto II. von Scheyern († 1078) und andere Wittelsbacher. Schließlich residierte der erste bayerische Wittelsbacher Herzog Otto I. in der Stadt Kelheim, welche bis zur Ermordung seines Sohnes Ludwig des Kelheimers im Jahre 1231 bayerische Residenzstadt blieb.